# آندرسون کلیبر برالدو
آندرسون کلیبر برالدو (به پرتغالی: Anderson Cléber Beraldo) مدافع اهل برزیل است که در شهر سائوپائولو و در تاریخ ۲۷ آوریل ۱۹۸۰ به دنیا آمده‌است.
آندرسون کلیبر برالدو در تیم‌های فوتبال کورینتیانس سابقهٔ حضور دارد.